# Erik Natanael Söderberg
Erik Natanael ("Natan") Söderberg,  född 15 april 1869 i Haverö, Västernorrlands län, död 15 februari 1937 i Stockholm, var en svensk journalist, översättare, poet och psalmförfattare.
Natan Söderberg var son till kyrkoherden Hans Peter Söderberg och Hanna Wasenius. Han var sedan 1898 gift med Anna Knaust, som var dotter till källarmästaren Gustaf Knaust och Sophie Carolina Andersson.

## Biografi
Efter studentexamen vid Östersunds högre allmänna läroverk 1888 påbörjade Söderberg studier vid Uppsala universitet.
Han blev fil. kand. 1893, fil. lic. 1896, och 1897 fil. dr på en avhandling om Samuel Hedborn. Därefter ägnade han sig åt journalistik och var redaktör och utgivare av Härnösandsposten 1898–1899, medarbetare i Vårt Land 1899–1900, redaktör och utgivare av Örebro Dagblad 1900–1911 och 1911–1929 för tidningen Upsala. Han var även medarbetare i Nya Dagligt Allehanda från 1929 och fram till sin död. 
Från 1910 till 1911 var han landstingsman för Örebro län, ledamot av stadsfullmäktige i Örebro 1909–1911, i Uppsala 1913–1916 och 1923–1929.
Mellan 1919 och 1929 var han ordförande för Uppsala studentkårs allmänna sångförening.
Söderberg ingick i flera psalmbokskommittéer mellan 1908 och 1920. Han finns representerad i Den svenska psalmboken 1986 med originaltexten till två verk (nr 88 och 370). Han var från 1928 till 1934 redaktör för Svensk Kyrkotidning.

### Skönlitteratur
- Strängalek : dikter. Stockholm: Bonnier. 1895. Libris 22661558. http://hdl.handle.net/2077/56282
- Minne och längtan : dikter. Stockholm: Schedin. 1899. Libris gsdpvf74dqh36ctl. http://hdl.handle.net/2077/62632
- Dikter och sånger. Stockholm: Schedin. 1901. Libris 1728738
- I sol och skugga : dikter. Stockholm: Schedin. 1903. Libris 1728739
- Rytmer och runor : dikter. Stockholm: Bonnier. 1907. Libris 1618141
- Lyrik : valda dikter. Stockholm: Bonnier. 1909. Libris 1618140
- Lyra och psaltare : dikter och sånger. Stockholm: Bonnier. 1910. Libris 1618139
- Toner och minnen : dikter. Uppsala: Norblads bokh. 1913. Libris 1640365
- Från anno fjorton och andra dikter. Uppsala: Askerberg. 1915. Libris 1640364
- Prolog vid öppnandet af Uppsala läns hemslöjdsförenings utställning d. 1 dec. 1915. Uppsala. 1915. Libris 3110013
- Prolog vid öppnandet af utställningen af äldre kyrklig konst från Uppland i Uppsala den 23 mars 1918. Uppsala: Almqvist & Wiksell. 1918. Libris 1659518
- Vårreflexer och höstdagrar : dikter. Uppsala: Lindblad. 1919. Libris 1659519
- Bibliska motiv : sonetter. Stockholm: Diakonistyrelsen. 1921. Libris 1482910
- Idyller och tidsbilder : dikter. Stockholm: Bonnier. 1923. Libris 1482912
- Höst och hägring : dikter. Uppsala. 1927. Libris 1335977
- Under aftonstjärnan : dikter. Stockholm: Diakonistyr. 1931. Libris 1405158
- Tid och evighet : Dikter. Stockholm. 1935. Libris 1405157

### Varia
- Samuel Johan Hedborn : hans lif och diktning : ett bidrag till nya skolans häfder. Uppsala: Almqvist & Wiksell. 1897. Libris 370139
- Den kristna psalmen : historisk öfversikt. Stockholm. 1916. Libris 365807
- Petrus Wasenius : en herde- och kulturbild från 1700-talet. Stockholm: Sv. kyrkans diakonistyrelse. 1920. Libris 1659517
- Den nya psalmboken : några erinringar och synpunkter. Stockholm: Diakonistyr. 1921. Libris 1482911
- Allmänna valmansförbundet 1904-1929 : en tjugufemårskrönika. Stockholm. 1929. Libris 1159086
- Bibeln - en omistlig livskälla : föredrag vid Svenska bibelsällskapets årshögtid i Stockholms S:t Jacob den 16 mars 1930. Stockholm. 1930. Libris 1335976

### Utgivare
- Matrikel öfver i Upsala studerande norrlänningar 1595-1889 / utg. af Erik Modin och E. N. Söderberg. Stockholm. 1889. Libris 31560
- Förslag till reviderad psalmbok för Svenska kyrkan  / på Kungl. Maj:ts nådiga uppdrag utgifvet af J. A. Eklund, A. F. Runstedt och E. N. Söderberg. Stockholm: Svenska kyrkans diakonistyrelse. 1911. Libris 1633710
- Förslag till psalmbok för svenska kyrkan / på grundvalen av 1911 års förslag enligt Kungl. Maj:ts nådiga uppdrag utg. av J. A. Eklund, A. F. Runstedt & E. N. Söderberg. Stockholm: Sv. kyrkans diakonistyr. bokf. 1914. Libris 1633711

### Översättningar
- Peter Rosegger: Ur folklivet. 1, Berättelser (Beijer, 1894)
- C. Skovgaard-Petersen: Hvad är sann vänskap? (Fosterland-stiftelsen, 1900)
- H. P. Hansen: Våra barn: vägledning till uppfostran i hemmet (Fosterland-stiftelsen, 1900)
- Christopher Boeck: Sångens makt: berättelse (Bohlin, 1906)
- Christopher Boeck: Livsmod (Bohlin, 1906)
- H. Martensen-Larsen: Stjärnevärlden och vår tro: en undersökning av den moderna världsbilden och dess förhållande till kristendomen (Stjerneuniverset og vor tro) (Lindblad, 1915)
- Edvard Sverdrup: Den evangelisk-lutherska tron: dess historiska genombrott och dess grundsanningar enligt den augsburgiska bekännelsen (Den evangelisk lutherske Tro) (Lindblad, 1917)
- H. Martensen-Larsen: Tvivel och tro: livsrön och erfarenheter, de sökande tillägnade (Lindblad, 1917)
- Ernst von Dryander: Aposteln Paulus: en levnadsbild i betraktelser (Lindblad, 1919)
- Eduard Juhl: Nutidsmänniskan och Bibeln: en vägledning (Lindblad, 1924)
- Eduard Juhl: Människosjälen och andevärlden: dunkla frågor rörande själslivet, belysta för sökande människor (Lindblad, 1924)
- Carl Stange: Livsgemenskap med Gud: predikningar (Jesus der Heiland) (Lindblad, 1925)
- Hans Jakob Schou: Religiositet och sjukliga sinnestillstånd (Lindblad, 1925)

## Psalmer
- Av förgängelsen är färgad (1921 nr 646) Finns på Wikisource.
- De rika skördar, som förgyllde (1921 nr 637) Finns på Wikisource.
- Dina blevo vi som späda (1921 nr 565) Finns på Wikisource.
- Får ej i vårt hjärta bo (1921 nr 570) Finns på Wikisource.
- Räds ej bekänna Kristi namn (1986 nr 88) skriven 1911 Finns på Wikisource.
- Tack, o Gud, att i din kyrka (1986 nr 370) skriven 1910 Finns på Wikisource.
- Upptag, Herre, våra böner (1921 nr 641) Finns på Wikisource.